# Marolles-lès-Saint-Calais

Marolles-lès-Saint-Calais este o comună în departamentul Sarthe, Franța. În 2009 avea o populație de 276 de locuitori.